# Vladímir Beloúsov
Vladímir Vladímirovich Beloúsov (en ruso: Влади́мир Влади́мирович Белоу́сов) (Moscú, 30 de octubre de 1907 - 25 de diciembre de 1990) fue un geólogo y geofísico ruso.
En 1942 estuvo a la cabeza del departamento de geodinámica en la Academia soviética de las ciencias, Moscú, y a partir de 1953 se convirtió en profesor de geofísica en la Universidad Estatal de Moscú. En 1961 fue presidente del "Soviet Joint Geophysical Committee".
Su trabajo se centró principalmente en la estructura y desarrollo de la corteza terrestre. En 1942 desarrolló su teoría de los movimientos terrestres, en la cual proponía que el material del que está formado la Tierra se encontraba separado de acuerdo a su densidad, y que esto era el responsable de los movimientos en la corteza terrestre. Rechazaba las teorías de la deriva continental. Uno de sus trabajos más destacados es Principles of Geotectonics (1975).

## Libros en Español
- Belousov V. V. Geología estructural. Moscú: Mir, 1979. 309 p.